# Défenses de la ville de Kaesong

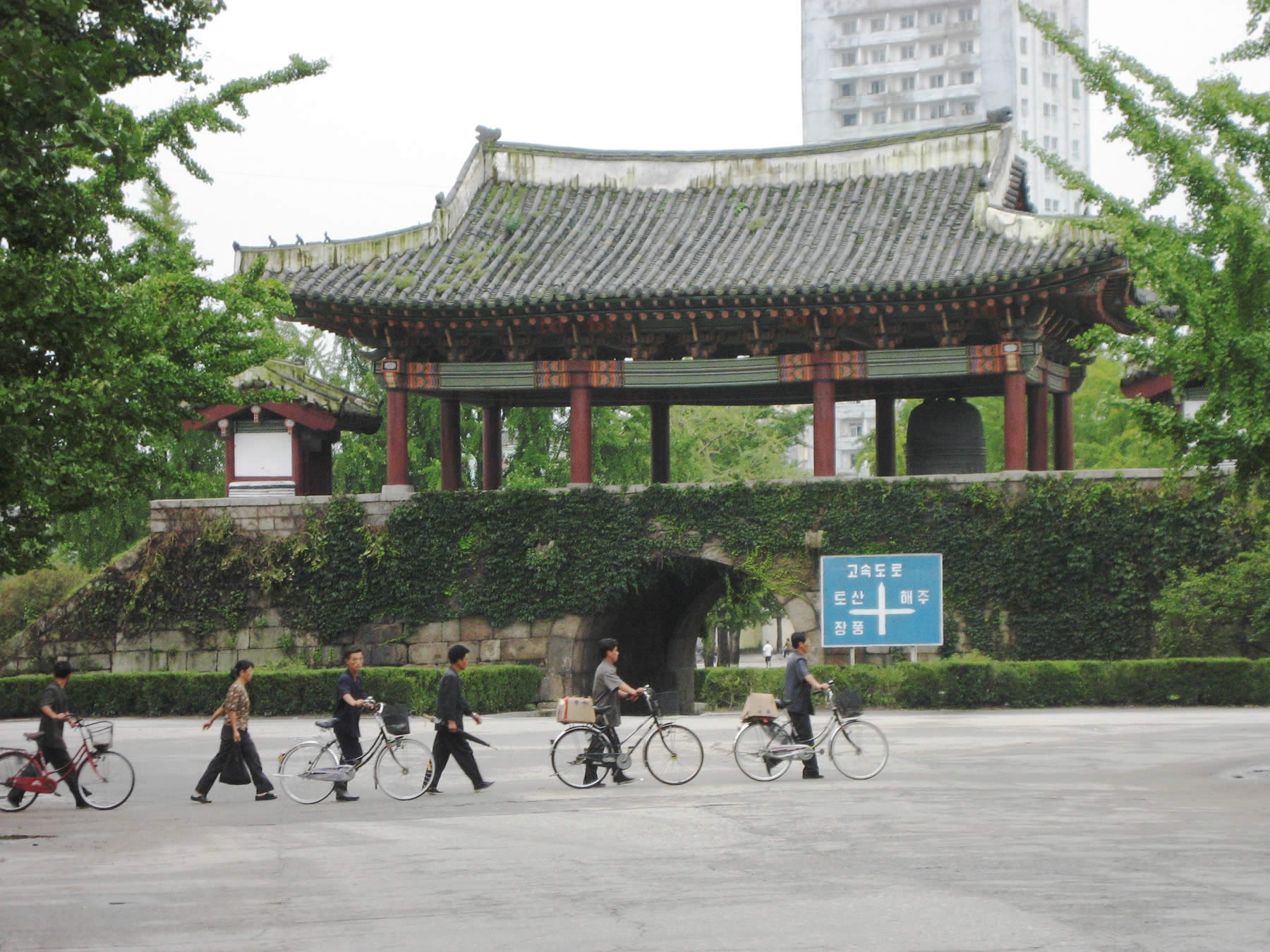
Le Namdaemun de Kaesong (porte du sud) en 2017.

Les murs de la ville fortifiée de Kaesong, dans l'actuelle Corée du Nord, entouraient le palais royal, Manwoldae. Les murs ont une longueur totale de 23 km et sont partiellement conservés.
Les murs ont été construits en utilisant le relief environnant comme structure défensive (les murs des villes coréennes sont généralement construits sur les crêtes des collines), en suivant les principes de géomancie. Des petits murs étaient probablement présents sur le site depuis la période Silla ; au cours de la dynastie Koryo, ils étaient faits de terre battue. Plusieurs parties ont été reconstruites en pierre au XIVe siècle. Une grande partie des murs de pierre existent encore à l'époque modernes, et une partie des murs de terre sont encore visibles. Le mur intérieur est du XIe siècle et le mur extérieur du XIVe siècle.
Les murs de la ville avaient une vingtaine de portes, dont beaucoup survivent aujourd'hui.
Le mur a été classé trésor national n° 129 et est inscrit dans la liste du patrimoine mondial de l'UNESCO depuis 2013, dans l'ensemble des monuments et sites historiques de Kaesong.